# Corte de Apelaciones de Valparaíso
La Corte de Apelaciones de Valparaíso es el tribunal de alzada chileno que tiene asiento en la ciudad de Valparaíso y cuyo territorio jurisdiccional comprende la Región de Valparaíso.
En caso de inhabilidad o impedimento de todos sus integrantes, este tribunal se subroga recíprocamente con la Corte de Apelaciones de La Serena.

## Historia
La Corte de Apelaciones de Valparaíso fue creada durante el gobierno del presidente chileno Jorge Montt Álvarez, estableciéndose el 1 de abril de 1892.

## Palacio de Tribunales

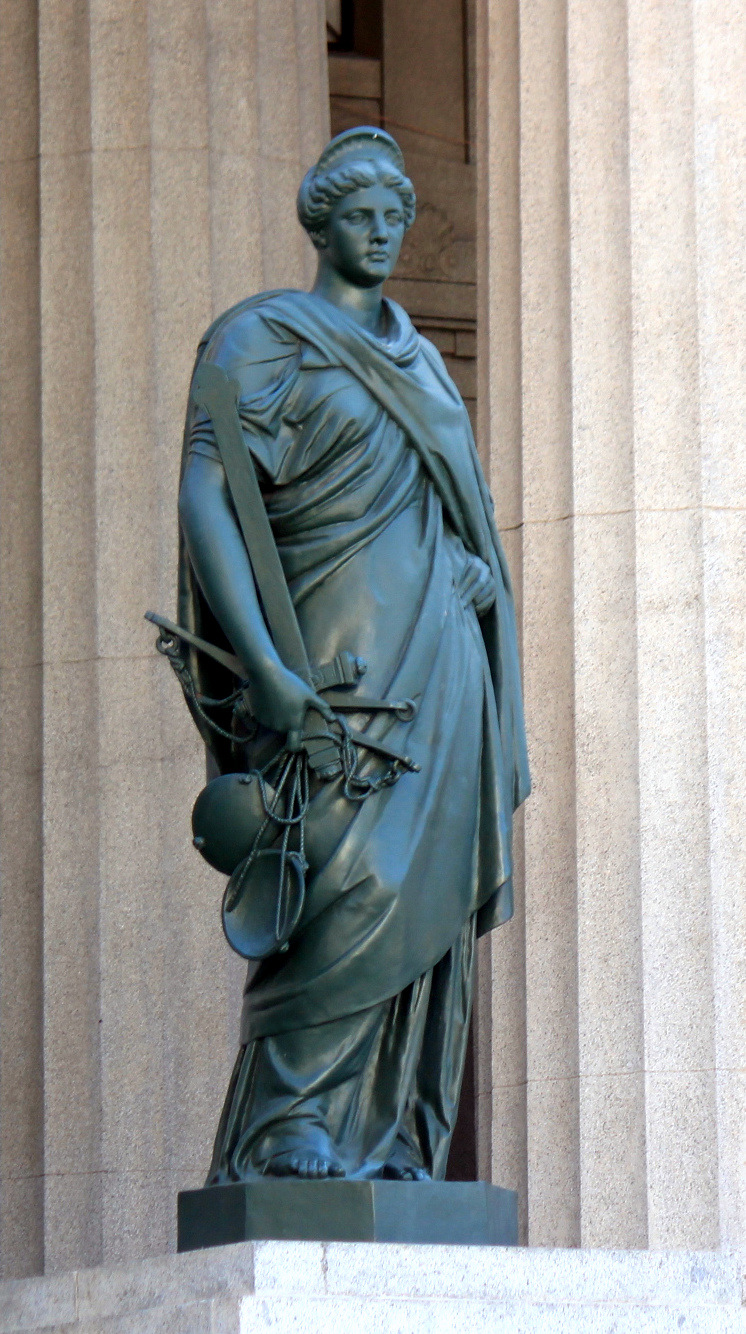
Estatua de la diosa Temis.

La Corte de Apelaciones tiene su sede en el Palacio de los Tribunales de Valparaíso, ubicado frente a una pequeña explanada denominada Plaza de la Justicia, a los pies del Cerro Alegre, en las cercanías del Edificio Armada de Chile y la Plaza Sotomayor.
Aquel fue inaugurado en 1939, después que la primera edificación fuera destruida por el Terremoto de 1906 y la siguiente fuera demolida en 1927.
A sus afueras se levanta una estatua de la diosa Temis, que muchos confunden con la Justicia, la cual es objeto de diversos mitos y leyendas.

## Composición
Según el artículo 56 del Código Orgánico de Tribunales (COT), la Corte de Apelaciones de Valparaíso está compuesta por dieciséis integrantes llamados ministros. Además de ello, tiene tres fiscales judiciales (artículo 58 del COT), once relatores (artículo 59 del COT), y un secretario judicial (artículo 60 del COT).
Actualmente, está compuesto por:
- Presidente:
  - Vicente Jesús Hormázabal Abarzúa

- Ministros:
  - Rosa Herminia Aguirre Carvajal
  - Nancy Aurora Bluck Bahamondes
  - Max Antonio Cancino Cancino
  - Pablo Andres Droppelmann Cuneo
  - Rafael Francisco Corvalán Pazols
  - María Cruz Evangelina Fierro Reyes
  - Eliana Victoria Quezada Muñoz
  - Jaime Patricio A. Arancibia Pinto
  - Álvaro Rodrigo Carrasco Labra
  - Inés María Beatriz Letelier Ferrada
  - Teresa Carolina Figueroa Chandía
  - María Del Rosario Lavín Valdés
  - Silvana Juana Aurora Donoso Ocampo
- Fiscales:
  - Mario Enrique Fuentes Melo
  - Jacqueline Rose Nash Álvarez
  - Nel Patricia Greeven Bobadilla
- Abogados integrantes[6]
  - Juan Carlos Ferrada Bórquez
  - Eduardo Morales Espinosa
  - Eduardo Court Murasso
  - José Guzmán Dálbora
  - Raúl Núñez Ojeda
  - Alberto Balbontín Retamales
  - Juan Pérez-Cotapos Contreras
  - Sonia Maldonado Calderón
  - Waldo del Villar Mascardi
- Secretaria:
  - Leonor Cohens Briones
- Administrador:
  - Jorge Rojo Fritis
- Oficiales Primero:
  - Valeska Natalia Molina Olguín
  - Juana Verónica Barrera Aranda

## Tribunales bajo su dependencia
La Corte de Apelaciones ejerce sus atribuciones directivas, económicas y correccionales sobre los siguientes tribunales, los cuales se encuentran bajo su dependencia:
- Tribunales de Juicio Oral en lo Penal de Los Andes, San Felipe, Quillota, Valparaíso, Viña del Mar y San Antonio.
- Juzgados Civiles de Valparaíso (1º a 5º) y Viña del Mar (1º a 3º).
- Juzgados del Crimen de Valparaíso (2º) y Viña del Mar (2º).
- Juzgados de letras de Los Andes (1º y 2º), San Felipe (1º y 2º), Quillota (1º y 2º), Quilpué (1º y 2º), San Antonio (1º y 2º), Villa Alemana, Limache, La Ligua, La Calera y Casablanca.
- Juzgados de letras y garantía de Petorca, Putaendo, Quintero e Isla de Pascua.
- Juzgados de Garantía de La Ligua, Los Andes, San Felipe, Quillota, Calera, Limache, Valparaíso, Viña del Mar, Quilpué, Villa Alemana, Casablanca, San Antonio.
- Juzgados de letras del trabajo de San Felipe y Valparaíso.
- Juzgado del trabajo de Valparaíso (1º y 2º).
- Juzgado de cobranza previsional y laboral de Valparaíso.
- Jugados de familia de La Ligua, Los Andes, San Felipe, Quillota, Calera, Limache, Valparaíso, Viña del Mar, Quilpué, Villa Alemana, Casablanca, San Antonio.

Además, en Valparaíso tiene su asiento la Corte Marcial de la Armada de Chile y el Juzgado Naval para la Escuadra y I Zona Naval.